# Баньос, Хоакин Манрике де Суньига Осорио де Москосо
Хоакин Вентура Антонио Манрике де Суньига Осорио де Москосо-и-Гусман (исп. Joaquín Ventura Antonio Manrique de Zúñiga Osorio de Moscoso y Guzmán; 4 февраля 1724, Мадрид — 28 августа 1783, Мадрид), 8-й граф де Баньос — испанский придворный, гранд Испании, президент Совета военных орденов, советник и вице-протектор Королевской академии изящных искусства Сан-Фернандо.

## Биография
Сын Антонио Гаспара Осорио де Москосо Арагона (1689—1725), 7-го графа де Альтамира, 7-го герцога де Санлукар-Ла-Майор, и Аны Николасы Гусман Фернандес де Кордова, маркизы де Асторга (ум. 1762).
Первоначально титуловался сеньором де Хинес. Его возвышение при дворе было прямо связано с выгодным браком. 19 апреля 1751 Хоакин женился на Марии Тересе Игнасии Фернандес де Кордова, гранде Испании, 8-й графине де Баньос и 11-й маркизе де Лейва-и-де-ла-Адрада, дочери Доминго Фернандеса де Кордова, маркиза де Ардалеса, и Марии Исидоры Тельес-Хирон.
В 1758 году был назначен старшим майордомом и первым рыцарем королевы Изабеллы Фарнезе, а десять лет спустя, в 1768 году, стал дворянином Палаты ороля и старшего майордома Дома королевы-матери, которая умерла двумя годами ранее, с приказом приступить к его официальной ликвидации.
Тесные связи графа с королевской семьей облегчили ему, начиная с 1764 года, прием в основные военные ордена. В 1768 году же году он был пожалован в рыцари ордена Золотого руна, а в декабре 1771 стал кавалером Большого креста ордена Карлоса III, без предоставления обязательной информации для вступления в этот орден.
В 1777 году по случаю визита в Испанию овдовевшей королевы Португалии, сестры короля Карла III, Баньос был назначен старшим управляющим ее дома с поручением сопровождать королеву во время ее пребывания в Испании.
8 декабря 1778 года в качестве награды за придворную службу он получил облачение рыцаря ордена Сантьяго в оратории Сан-Фелипе Нери при Мадридском дворе, и тогда же был назначен на должность президента Совета военных орденов. Благодаря этой должности Хоакин продолжил набирать почести и признания, такие как орден Святого Януария в 1783 году.
Хоакин Манрике де Суньига также был членом различных культурных учреждений. В 1783 году он был назначен почетным членом Королевской академии Сан-Карлоса в Валенсии, и в этом же году началось его сотрудничество с Королевской академией изящных искусств Сан-Фернандо, где он был капелланом и вице-протектором. Он также был членом Королевского баскского общества друзей страны.